# Lothar Rühl

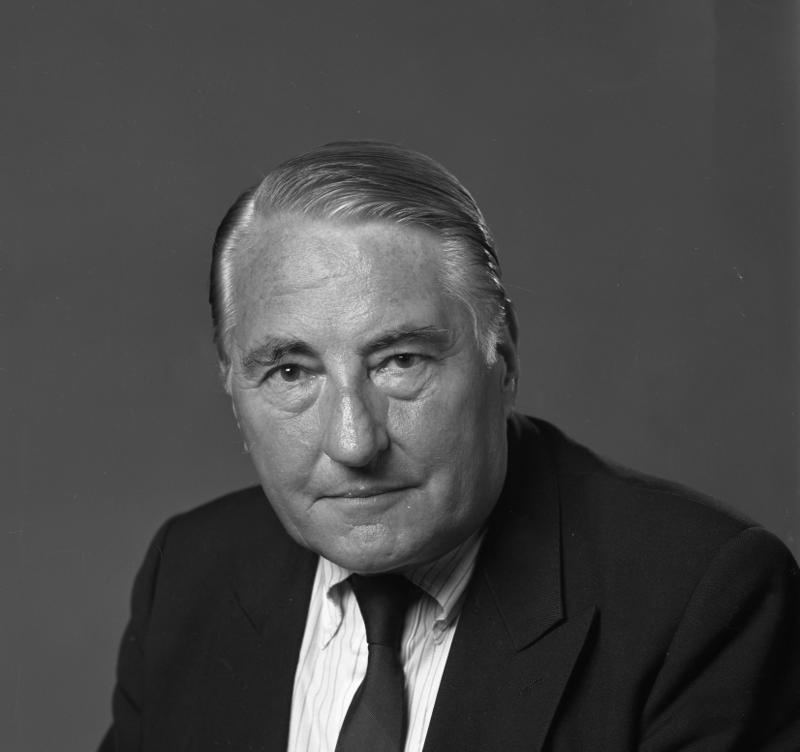
Lothar Rühl (1987)

Lothar Rühl (* 14. Januar 1927 in Köln) ist ein deutscher Politikwissenschaftler, Journalist und Publizist. Er war lange Jahre für die Welt und das ZDF in Brüssel und Paris tätig. Von 1982 bis 1989 war er Staatssekretär im Bundesministerium der Verteidigung.

## Leben
Rühl wurde 1927 als Sohn eines Chemikers geboren und besuchte ein Realgymnasium in Plauen. 1944/45 wurde er zum Kriegsdienst bei den Fallschirmjägern eingezogen, mit denen er an der Schlacht um Berlin teilnahm.
1946 legte er sein Abitur in Mülheim an der Ruhr ab und studierte Rechts- und Staatswissenschaften sowie Geschichte an der Universität Bonn und der Sorbonne (u. a. bei Raymond Aron) und am Institut d’études politiques de Paris (Sciences Po). Nach dem Diplom in Politikwissenschaften wurde er 1971 bei Alfred Grosser in Paris mit der Dissertation Französische Militärpolitik 1958–1968 zum Dr. rer. pol. promoviert. 1986 habilitierte er sich an der Wirtschafts- und Sozialwissenschaftlichen Fakultät der Universität zu Köln mit der Arbeit Die Sicherheit Europas unter den Bedingungen globalstrategischer Parität, einem Forschungsauftrag der Fritz Thyssen Stiftung.
1949 wurde er Korrespondent der Nachrichtenagentur Agence France-Presse (AFP) in Bonn. Außerdem war er für den Spiegel von 1954 bis 1959 in Paris tätig. 1960 wurde er Mitarbeiter und später Korrespondent der Tageszeitung Die Welt in Paris und Reporter des Hessischen Rundfunks. Zwischen 1969 und 1973 war Rühl stellvertretender Chefredakteur der Welt in Hamburg und bis 1980 Leiter des ZDF-Studios in Brüssel, wo er sich auf Sicherheitspolitik spezialisierte.
1981 wurde er auf Anfrage der FDP als Ministerialdirektor stellvertretender Regierungssprecher der sozial-liberalen Bundesregierung. Von 1982 bis 1989 war er beamteter Staatssekretär im Bundesministerium der Verteidigung unter Verteidigungsminister Manfred Wörner. 1989 kam er zurück zur Welt und veröffentlichte Artikel in der FAZ und NZZ.
1993 wurde er außerordentlicher Professor für Politikwissenschaften am Forschungsinstitut für Politische Wissenschaft und Europäische Fragen der Universität zu Köln und als solcher arbeitet er auch mit dem Zentrum für Europäische Integrationsforschung (ZEI) an der Universität Bonn zusammen.
Von 1991 bis 1999 war er Mitglied des Governing Board des Stockholm International Peace Research Institute, von 1992 bis 1998 Mitglied des Beirates der Bundesakademie für Sicherheitspolitik und Vorstandsmitglied der Stiftung Wissenschaft und Politik SWP Ebenhausen/Berlin; von 2004 bis 2007 Mitglied des Academic Advisory Council des NATO Defence College Rom. Er ist u. a. Mitglied des International Institute for Strategic Studies, der Clausewitz-Gesellschaft und der Deutschen Gesellschaft für Auswärtige Politik.
2008 hielt er die Manfred-Wörner-Rede an der Bundesakademie für Sicherheitspolitik.
Rühl ist verheiratet.

## Auszeichnungen (Auswahl)
- 1967 und 1971/72: Theodor-Wolff-Preis[2]
- viermal mit dem Bundesverdienstorden ausgezeichnet seit 1974 zuletzt 1989 mit dem Großen Verdienstkreuz mit Stern,
- zweimal mit dem Großen Goldenen Ehrenzeichen der Republik Österreich, zweimal mit dem Verdienstorden der Italienischen Republik, zuletzt zum Ritter des Großkreuzes, Ritter des Großkreuzes des königl. spanischen Zivilverdienstordens, Kommandeur des Ordens der Ehrenlegion der Französischen Republik, Großoffizier des königl. belgischen Kronenordens, des portugiesischen maritimen Prinz-Heinrich-Ordens und des brasilianischen Ordens vom Kreuz des Südens, Ritterkomtur mit Stern des päpstl. St. Silvesterordens und Inhaber zahlreicher anderer hoher ausländischer Auszeichnungen.
- 2014: Manfred-Wörner-Medaille

## Schriften (Auswahl)
- Vietnam. Brandherd eines Weltkonflikts (= Ullstein Bücher. Nr. 621). Ullstein, Frankfurt am Main u. a. 1966.
- Machtpolitik und Friedensstrategie. Mit einer Einführung von Johannes Steinhoff, Hoffmann und Campe, Hamburg 1974, ISBN 3-455-06355-1.
- Israels letzter Krieg. Hoffmann und Campe, Hamburg 1974, ISBN 3-455-06357-8.
- Russlands Weg zur Weltmacht. Econ-Verlag, Düsseldorf u. a. 1981, ISBN 3-430-17836-3.
- Mittelstreckenwaffen in Europa, Ihre Bedeutung in Strategie, Rüstungskontrolle und Bündnispolitik (= Internationale Politik und Sicherheit. Bd. 24). Nomos, Baden-Baden 1987, ISBN 3-7890-1354-4.
- Zeitenwende in Europa Der Wandel der Staatenwelt und der Bündnisse. DVA, Stuttgart 1990, ISBN 3-421-06560-8.
- Aufstieg und Niedergang des Russischen Reiches. Der Weg eines tausendjährigen Staates. DVA, Stuttgart 1992, ISBN 3-421-06534-9.
- Deutschland als europäische Macht. Nationale Interessen und internationale Verantwortung. Bouvier, Bonn 1996, ISBN 3-416-02449-4.
- Das Reich des Guten. Machtpolitik und globale Strategie Amerikas. Klett-Cotta, Stuttgart 2005, ISBN 3-608-94130-4.